# 坂本健 (実業家)
坂本 健（さかもと けん、1949年9月3日 - ）は、東京都出身の日本の実業家。武蔵大学卒。株式会社ローソンエンタテインメント取締役会長。

## 経歴
- 1949年（昭和24年）9月3日生
- 1973年（昭和48年）株式会社日本リクルートセンター（現株式会社リクルートホールディングス）入社
- 1990年（平成 2年）株式会社リクルート取締役
- 1993年（平成 5年）株式会社メディアファクトリー（現株式会社KADOKAWA）代表取締役
- 1997年（平成 9年）株式会社リクルート常務取締役
- 2003年（平成15年）ぴあ株式会社常務取締役
- 2011年（平成23年）株式会社ローソンHMVエンタテイメント代表取締役社長
- 2018年（平成30年）株式会社ローソンHMVエンタテイメント（現株式会社ローソンエンタテインメント）取締役会長